# Ретро-тачки. Советский апокалипсис
«Ретро-тачки. Советский апокалипсис» — компьютерная игра, автомобильная аркада, разработанная российской компанией Bug Hunter Software и изданная российской компанией Медиа-Сервис 2000 17 марта 2008 года. Игра вышла исключительно для PC и распространяется только на территории Российской Федерации посредством розничной продажи в Jewel-упаковке.

## Игровой процесс
«Ретро-тачки. Советский апокалипсис» представляет собой классическую гоночную аркаду наподобие Carmageddon — игрок управляет транспортным средством, ездит по гоночным трассам (улицы некоего города, где и проходят заезды на старых советских автомобилях), собирая очки. «Очками» на трассе выступают зомби: чем большее количество зомби игрок собьёт во время гонки, тем больше он получит очков.

## Сюжет
Согласно сюжету игры «Ретро-тачки. Советский апокалипсис», на территории бывшего СССР произошла глобальная биологическая катастрофа, в результате которой подавляющее большинство проживающих на этой территории людей превратилось в зомби. Зомби захватывают государственную власть и устанавливают всюду свои порядки. Выжившие гонщики устраивают соревнования на брутальных ретро-автомобилях.

## Отзывы и награды
В конце апреля 2008 года русскоязычный игровой сайт Absolute Games прорецензировал игру. Журналист Михаил 'Redguard' Калинченков, обозревавший игру, поставил ей одну из самых низких оценок, которую сайт AG.ru когда-либо присуждал, а также минимально возможную оценку — 1 % из 100 %.